# Richard Kročil
Richard Kročil (* 12. srpen 1978 Karviná) je český tanečník, bývalý první sólista baletu Národního divadla v Praze.

## Životopis
V letech 1992 až 1997 studoval balet na Janáčkově konzervatoři v Ostravě. Po absolutoriu působil v tech 1997 až 2001 jako sólista baletu Národního divadla moravsko-slezského v Ostravě.  V letech 2000–2003 působil jako první sólista ve Washingtonském baletu. V roce 2004 se vrátil do České republiky, kdy dostal v Národním divadle v Brně post prvního sólisty, kde působil až do roku 2007. Od roku 2008 působil jako první sólista baletu Národního divadla v Praze.
 Získal Cenu Thálie 2010 za roli Othella v baletu Othello v choreografii Youriho Vámose.